# NGC 6443
NGC 6443 је спирална галаксија у сазвежђу Херкул која се налази на NGC листи објеката дубоког неба.
Деклинација објекта је + 48° 6' 52" а ректасцензија 17h 44m 33,7s. Привидна величина (магнитуда) објекта NGC 6443 износи 13,9 а фотографска магнитуда 14,7. NGC 6443 је још познат и под ознакама UGC 10967, MCG 8-32-18, CGCG 253-33, PGC 60783.